# Slipknot (album)
Slipknot – debiutancki album studyjny amerykańskiego zespołu muzycznego Slipknot. Został wydany 29 czerwca 1999 roku nakładem Roadrunner Records. Za polskie wydanie albumu odpowiadała wytwórnia Metal Mind Records.
Slipknot doczekał się statusu podwójnej platynowej płyty w Stanach Zjednoczonych i w Kanadzie oraz platynowej płyty w Wielkiej Brytanii. W Polsce album uzyskał złoty certyfikat.
Wydawnictwo zajęło pierwsze miejsce na dwóch listach przebojów tygodnika Billboard: Heatseekers Albums i Independent Albums, ponadto dotarło do 51. miejsca na liście Billboard 200. W 2011 roku album zwyciężył w głosowaniu czytelników magazynu Metal Hammer na najlepszy debiutancki album minionych 25 lat, z kolei w 2022 roku znalazł się w przygotowanym przez redakcję tego magazynu zestawieniu 20 najlepszych albumów metalowych 1999 roku (Top 20 best metal albums of 1999).

## Geneza i nagrywanie
Po wydaniu przez Slipknot w 1996 roku albumu demo Mate. Feed. Kill. Repeat., zespołem zainteresował się producent muzyczny Ross Robinson, mający wówczas na koncie wyprodukowanie odnoszących sukcesy dwóch pierwszych albumów zespołu KoЯn, albumu Roots zespołu Sepultura i debiutanckiego wydawnictwa grupy Limp Bizkit, Three Dollar Bill, Y’All$, dzięki czemu cieszył się niemałym uznaniem w branży związanej z muzyką metalową. Dzięki swojej reputacji wcześniej otrzymał od wytwórni Roadrunner Records własną wytwórnię o nazwie I Am, która zapewniła mu całkowitą autonomię w zakresie wyszukiwania, kontraktowania i produkowania trzech nowych zespołów rocznie. Robinson i ludzie z Roadrunner Records wykazywali wolę rozpoczęcia współpracy ze Slipknotem, jednak martwili się, że jego wokalista, Anders Colsefni, ma zbyt warczący wokal. W związku z tym muzycy zespołu latem 1997 roku postanowili zaangażować jako wokalistę Coreya Taylora z zespołu Stone Sour, a Colsefniemu zaproponowali śpiewanie w chórkach. Po kilku koncertach w takiej roli Colsefni zdecydował o odejściu ze Slipknota, co miało miejsce podczas koncertu zespołu w grudniu 1997 roku.
Po przyjechaniu do Des Moines, macierzystego miasta zespołu, i zobaczeniu 2 lutego 1998 roku koncertu formacji w miejscowym klubie Safari Club, Ross Robinson zgodził się podjąć współpracę z muzykami. Nie mogła ona jednak wówczas zostać rozpoczęta ze względu na zaangażowanie Robinsona w produkcję nowych albumów Amen, Machine Head i Vanilli Ice’a. Dopiero 26 września 1998 roku zespół przybył do Los Angeles na podpisanie kontraktu i przedprodukcję z Robinsonem, a trzy dni później przeniósł się do należącego do niego studia Indigo Ranch Studios w Malibu w Kalifornii, gdzie rozpoczął pracę nad albumem. W okresie bożonarodzeniowym, gdy album był prawie gotowy, a członkowie Slipknot pojechali do domów, gitarzysta zespołu, Josh Brainard, ogłosił, że z niego odchodzi. Zespół wrócił do studia w lutym 1999 roku z nowym gitarzystą, Jamesem Rootem, który zagrał jednak tylko w dwóch utworach, „Purity” i „Me Inside”, zanim album oficjalnie został ukończony.

## Wydanie i promocja
Album Slipknot został wydany na CD 29 czerwca 1999 roku nakładem Roadrunner Records. W 1999 roku wydawnictwo ukazało się także w Polsce, zarówno na CD jak i na kasecie, a za jego wydanie odpowiadała wytwórnia Metal Mind Records.
Album był promowany przez dwa single: debiutancki „Wait and Bleed”, wydany 28 lipca 1999 roku i „Spit It Out”, wydany 4 września 2000 roku. Oprócz tego wsparciem promocyjnym albumu była także pierwsza międzynarodowa trasa koncertowa Slipknota, World Domination Tour, w której pierwszy koncert odbył się 28 listopada 1999 roku, zaś ostatni 1 listopada 2000 roku.

## Odbiór

### Krytyczny
Rick Anderson ze strony internetowej AllMusic przyznał albumowi 4 gwiazdki na 5 możliwych, określił go mianem „pomyślnego debiutu”, a także dodał coś na temat samych muzyków Slipknota: „Myśleliście, że Limp Bizkit był mocny? To The Osmonds. Ci goście to zupełnie co innego. I to jest bardzo imponujące”. Paul Brannigan w recenzji dla magazynu Kerrang! nazwał Slipknot „najbardziej jadowitym, apoplektycznym i oszałamiającym wściekłością albumem od czasu debiutu KoЯn z 1994 roku i z pewnością najlepszym metalowym debiutem roku”. Robert Garland z serwisu Sputnikmusic wystawił wydawnictwu ocenę 4/5 i stwierdził, że „przez cały album Slipknot jako całość wykazał się wysokim i niemal wyjątkowym poziomem talentu.”.
Album został uwzględniony w publikowanym od 2005 roku przewodniku muzycznym 1001 Albums You Must Hear Before You Die.
W 2011 roku czytelnicy magazynu Metal Hammer dali albumowi zwycięstwo w zorganizowanym przez redakcję magazynu głosowaniu na najlepszy debiutancki album minionych 25 lat. Slipknot uzyskał ogółem 32,27% spośród ponad 16 000 oddanych głosów, co oznaczało znaczącą przewagę nad konkurencją – zdobywca drugiego miejsca, album KoЯn zespołu o tej samej nazwie, dostał 8,88% głosów. W 2022 roku redakcja magazynu umieściła album w przygotowanym przez siebie zestawieniu 20 najlepszych albumów metalowych 1999 roku (Top 20 best metal albums of 1999).

### Komercyjny
2 maja 2000 roku Slipknot został nagrodzony przez amerykańską organizację przemysłu muzycznego (RIAA) platynowym certyfikatem jako pierwszy album wydany przez wytwórnię Roadrunner Records. Według danych z kwietnia 2002 roku album sprzedał się w nakładzie 1 414 552 egzemplarzy na terenie Stanów Zjednoczonych. 5 lutego 2005 roku RIAA nagrodziła go podwójnym platynowym certyfikatem. 17 października 2008 roku album dostał platynowy certyfikat od organizacji brytyjskiej (BPI), zaś 12 maja 2021 roku podwójny platynowy certyfikat od organizacji kanadyjskiej (Music Canada). 15 grudnia 2021 roku wydawnictwo uzyskało złoty certyfikat od organizacji polskiej (ZPAV).
Album zajął pierwsze miejsce na dwóch listach przebojów tygodnika Billboard: Heatseekers Albums i Independent Albums, ponadto dotarł do 51. miejsca na liście Billboard 200.
W 2001 roku jeden z singli z albumu, „Wait and Bleed”, był nominowany do nagrody Grammy w kategorii Best Metal Performance.

## Muzyka i teksty
Styl muzyczny Slipknota jest ciągle kwestionowany, a gatunki muzyczne, do których zalicza się muzyka zespołu, różnią się w zależności od źródła. Debiutancki album zespołu pod kątem muzycznym jest jednak przeważnie uważany za reprezentanta nu metalu, wykazując jednocześnie wpływy innych gatunków. W jednym z wywiadów perkusista zespołu Joey Jordison odniósł się do muzycznych korzeni zespołu następująco: 

Korzenie to death metal, thrash metal, speed metal, a ja mógłbym w kółko opowiadać o tych wszystkich zespołach.

 Na albumie widać także wpływy metalu alternatywnego i rap metalu, ponadto jeden z krytyków dopatrzył się również wpływów industrialnych.
Ze względu na dużą liczbę członków zespołu, wśród których obecni są muzycy grający na dodatkowych instrumentach perkusyjnych i elektronicznych, album charakteryzuje się gęstym, warstwowym brzmieniem. Magazyn Alternative Press pochwalił „pomysłowy sampling, kreatywną grę na gitarze i absolutne przeciążenie perkusji”, podczas gdy magazyn Q opisał album jako „przerażającą rakietę”. Na wydawnictwie nie brakuje również melodii, na co przykładem jest zwłaszcza singlowy utwór „Wait and Bleed”.
Na albumie znalazły się trzy nagrane na nowo utwory pochodzące z wydawnictwa demo Mate. Feed. Kill. Repeat.: „Only One”, „Tattered & Torn” i „Slipknot”, któremu zmieniono tytuł na „(sic)”. Swoistego rodzaju nawiązaniem do albumu demo zespołu jest z kolei intro „742617000027” – jego tytuł to kod kreskowy Mate. Feed. Kill. Repeat..
Teksty utworów na albumie charakteryzują się agresją i przekleństwami, a za ich napisanie odpowiadał wokalista Corey Taylor. Serwis AllMusic na ich temat stwierdził: „Teksty, które najbardziej rzucają się w oczy na ogół nie nadają się do cytowania na rodzinnej stronie internetowej; wystarczy powiedzieć, że członkowie Slipknot nie są pod wrażeniem swoich ojców, rodzinnego miasta ani niczego innego.”.

## Kontrowersje
Na liście utworów pierwotnego wydania albumu Slipknot obecne były utwory „Frail Limb Nursery” i „Purity”, zamieszczone na ścieżkach, odpowiednio, 8. i 9.. Pierwszy z nich był przy tym preludium do tego drugiego. Tekst utworu „Purity” opowiada o dziewczynie o imieniu Purity Knight, która została brutalnie porwana i pogrzebana żywcem. Historia Purity Knight pojawiła się na stronie internetowej Crimescene.com i była całkowicie fikcyjna. Wokalista Slipknot Corey Taylor dowiedział się o tej historii i błędnie zakładając, że jest prawdziwa, napisał na jej podstawie piosenkę „Purity”. Z powodu obaw o możliwość pozwania w związku z naruszeniem praw autorskich zespół niedługo później zdecydował się wydać reedycję albumu bez utworów „Purity” i zawierającego nieautoryzowany sampel „Frail Limb Nursery”, za to z umieszczoną w ich miejscu piosenką „Me Inside”.
O ile utwór „Frail Limb Nursery” nigdy nie pojawił się na żadnym późniejszym wydawnictwie zespołu, o tyle „Purity” został zamieszczony na albumie wideo Disasterpieces, albumie koncertowym 9.0: Live, albumie kompilacyjnym Antennas to Hell (w wersji live) i edycji albumu Slipknot stanowiącej część limitowanego box setu, przygotowanego na 10. rocznicę wydania albumu.

## Edycja specjalna na 10. rocznicę oryginalnego wydania
9 września 2009 roku Slipknot wydał 10th Anniversary Edition, specjalną edycję albumu mającą na celu uczczenie dziesiątej rocznicy jego wydania. Edycja ukazała się w dwóch formach, digipaku i box setu. Data premiery (09.09.09) była odniesieniem do faktu, że zespół ma dziewięciu członków i utrzymywał ten sam skład od premiery oryginalnego wydania albumu. Edycja specjalna w formie box setu zawierała: zestaw płyt CD i DVD w nowych opakowaniach digipakowych z całkowitą liczbą 25 utworów, w tym oryginalny album oraz kilka wcześniej niewydanych materiałów filmowych, utwory demo i powracający utwór „Purity”. Materiał na płycie DVD, wyreżyserowany przez grającego na instrumentach perkusyjnych Shawna Crahana, zawierał film dokumentalny pokazujący zespół w 1999 i 2000 roku, zatytułowany Of the (sic): Your Nightmares, Our Dreams, a także wszystkie trzy teledyski do utworów z albumu, cały koncert na żywo nagrany podczas holenderskiego festiwalu Dynamo Open Air w 2000 roku oraz „inne niespodzianki”. Box set ukazał się też w wersji super deluxe charakteryzującej się opakowaniem przypominającym sejf i zawierał koszulkę, naszywkę, karty kolekcjonerskie, brelok, czapkę zimową oraz notatkę od wokalisty Coreya Taylora.

## Lista utworów
Opracowano na podstawie materiału źródłowego.
Wydanie oryginalne
| Nr  | Tytuł utworu         | Długość |
| --- | -------------------- | ------- |
| 1.  | „742617000027”       | 0:36    |
| 2.  | „(sic)”              | 3:20    |
| 3.  | „Eyeless”            | 3:56    |
| 4.  | „Wait and Bleed”     | 2:27    |
| 5.  | „Surfacing”          | 3:38    |
| 6.  | „Spit It Out”        | 2:39    |
| 7.  | „Tattered & Torn”    | 2:54    |
| 8.  | „Frail Limb Nursery” | 0:45    |
| 9.  | „Purity”             | 4:14    |
| 10. | „Liberate”           | 3:06    |
| 11. | „Prosthetics”        | 4:58    |
| 12. | „No Life”            | 2:47    |
| 13. | „Diluted”            | 3:23    |
| 14. | „Only One”           | 2:26    |
| 15. | „Scissors”           | 19:17   |
|     |                      | 1:00:26 |

Reedycja wydania oryginalnego
| Nr  | Tytuł utworu      | Długość |
| --- | ----------------- | ------- |
| 1.  | „742617000027”    | 0:35    |
| 2.  | „(sic)”           | 3:20    |
| 3.  | „Eyeless”         | 3:56    |
| 4.  | „Wait and Bleed”  | 2:27    |
| 5.  | „Surfacing”       | 3:38    |
| 6.  | „Spit It Out”     | 2:39    |
| 7.  | „Tattered & Torn” | 2:53    |
| 8.  | „Me Inside”       | 2:40    |
| 9.  | „Liberate”        | 3:06    |
| 10. | „Prosthetics”     | 4:58    |
| 11. | „No Life”         | 2:47    |
| 12. | „Diluted”         | 3:23    |
| 13. | „Only One”        | 2:26    |
| 14. | „Scissors”        | 19:17   |
|     |                   | 58:05   |

Wydanie europejskie limitowane digipak
| Nr  | Tytuł utworu         | Długość |
| --- | -------------------- | ------- |
| 1.  | „742617000027”       | 0:36    |
| 2.  | „(sic)”              | 3:19    |
| 3.  | „Eyeless”            | 3:56    |
| 4.  | „Wait and Bleed”     | 2:27    |
| 5.  | „Surfacing”          | 3:38    |
| 6.  | „Spit It Out”        | 2:39    |
| 7.  | „Tattered & Torn”    | 2:53    |
| 8.  | „Frail Limb Nursery” | 0:45    |
| 9.  | „Purity”             | 4:14    |
| 10. | „Liberate”           | 3:07    |
| 11. | „Prosthetics”        | 4:58    |
| 12. | „No Life”            | 2:47    |
| 13. | „Diluted”            | 3:23    |
| 14. | „Only One”           | 2:26    |
| 15. | „Scissors”           | 8:22    |
|     |                      | 49:30   |

| Utwory dodatkowe | Utwory dodatkowe    | Utwory dodatkowe |
| Nr               | Tytuł utworu        | Długość          |
| ---------------- | ------------------- | ---------------- |
| 1.               | „Me Inside”         | 2:39             |
| 2.               | „Get This”          | 2:03             |
| 3.               | „Interloper (Demo)” | 2:18             |
| 4.               | „Despise (Demo)”    | 14:40            |

Reedycja wydania europejskiego limitowanego digipak
| Nr  | Tytuł utworu        | Długość |
| --- | ------------------- | ------- |
| 1.  | „742617000027”      | 0:36    |
| 2.  | „(sic)”             | 3:20    |
| 3.  | „Eyeless”           | 3:56    |
| 4.  | „Wait and Bleed”    | 2:27    |
| 5.  | „Surfacing”         | 3:38    |
| 6.  | „Spit It Out”       | 2:39    |
| 7.  | „Tattered & Torn”   | 2:53    |
| 8.  | „Me Inside”         | 2:39    |
| 9.  | „Liberate”          | 3:06    |
| 10. | „Prosthetics”       | 4:58    |
| 11. | „No Life”           | 2:47    |
| 12. | „Diluted”           | 3:23    |
| 13. | „Only One”          | 2:26    |
| 14. | „Scissors”          | 8:25    |
| 15. | „Get This”          | 2:03    |
| 16. | „Interloper (Demo)” | 2:18    |
| 17. | „Despise (Demo)”    | 14:35   |
|     |                     | 1:06:09 |

Wydanie box set 10th Anniversary Edition
CD
| Album studyjny | Album studyjny    | Album studyjny |
| Nr             | Tytuł utworu      | Długość        |
| -------------- | ----------------- | -------------- |
| 1.             | „742617000027”    | 0:36           |
| 2.             | „(sic)”           | 3:20           |
| 3.             | „Eyeless”         | 3:56           |
| 4.             | „Wait and Bleed”  | 2:28           |
| 5.             | „Surfacing”       | 3:38           |
| 6.             | „Spit It Out”     | 2:40           |
| 7.             | „Tattered & Torn” | 2:54           |
| 8.             | „Purity”          | 4:25           |
| 9.             | „Liberate”        | 3:07           |
| 10.            | „Prosthetics”     | 4:58           |
| 11.            | „No Life”         | 2:47           |
| 12.            | „Diluted”         | 3:23           |
| 13.            | „Only One”        | 2:26           |
| 14.            | „Scissors”        | 8:24           |
| 15.            | „Eeyore”          | 2:49           |
| 16.            | „Me Inside”       | 2:41           |
|                |                   | 54:32          |

| Utwory dodatkowe | Utwory dodatkowe                  | Utwory dodatkowe |
| Nr               | Tytuł utworu                      | Długość          |
| ---------------- | --------------------------------- | ---------------- |
| 1.               | „Get This”                        | 2:04             |
| 2.               | „Spit It Out (Hyper Version)”     | 2:25             |
| 3.               | „Spit It Out (Stamp You Out Mix)” | 2:38             |
| 4.               | „(sic) (Molt-Injected Mix)”       | 3:27             |
| 5.               | „Wait and Bleed (Terry Date Mix)” | 2:31             |
| 6.               | „Wait and Bleed (Demo)”           | 2:34             |
| 7.               | „Snap (Demo)”                     | 2:42             |
| 8.               | „Interloper (Demo)”               | 2:19             |
| 9.               | „Despise (Demo)”                  | 3:41             |

DVD
| Materiał koncertowy Live at Dynamo Open Air 2000 | Materiał koncertowy Live at Dynamo Open Air 2000 | Materiał koncertowy Live at Dynamo Open Air 2000 |
| Nr                                               | Tytuł utworu                                     | Długość                                          |
| ------------------------------------------------ | ------------------------------------------------ | ------------------------------------------------ |
| 1.                                               | „742617000027”                                   | 1:53                                             |
| 2.                                               | „(sic)”                                          | 3:24                                             |
| 3.                                               | „Eyeless”                                        | 5:04                                             |
| 4.                                               | „Wait and Bleed”                                 | 2:46                                             |
| 5.                                               | „No Life”                                        | 3:32                                             |
| 6.                                               | „Liberate”                                       | 4:02                                             |
| 7.                                               | „Purity”                                         | 4:38                                             |
| 8.                                               | „Prosthetics”                                    | 5:55                                             |
| 9.                                               | „Spit It Out”                                    | 6:09                                             |
| 10.                                              | „Get This”                                       | 2:41                                             |
| 11.                                              | „Surfacing”                                      | 4:18                                             |
|                                                  |                                                  | 44:22                                            |

| Film dokumentalny | Film dokumentalny                           | Film dokumentalny |
| Nr                | Tytuł utworu                                | Długość           |
| ----------------- | ------------------------------------------- | ----------------- |
| 1.                | „Of the (sic): Your Nightmares, Our Dreams” | 52:23             |

| Teledyski | Teledyski                           | Teledyski |
| Nr        | Tytuł utworu                        | Długość   |
| --------- | ----------------------------------- | --------- |
| 1.        | „Spit It Out”                       | 3:08      |
| 2.        | „Wait and Bleed”                    | 3:09      |
| 3.        | „Surfacing”                         | 3:58      |
| 4.        | „Wait and Bleed (Animated Version)” | 3:10      |

## Twórcy
Opracowano na podstawie materiału źródłowego.
Zespół Slipknot w składzie
- (#8) Corey Taylor – wokal
- (#7) Mick Thomson – gitara
- (#6) Shawn „Clown” Crahan – instrumenty perkusyjne, wokal wspierający
- (#5) Craig „133” Jones – sampler
- (#4) Josh Brainard – gitara; James Root – gitara (w utworach „Purity” i „Me Inside”)
- (#3) Chris Fehn – instrumenty perkusyjne, wokal wspierający
- (#2) Paul Gray – gitara basowa, wokal wspierający
- (#1) Joey Jordison – perkusja
- (#0) Sid Wilson – gramofon (turntablizm)

Produkcja
- Slipknot – muzyka, teksty, fotografie, współprodukcja muzyczna, produkcja muzyczna w utworze „Spit It Out”
- Ross Robinson – produkcja muzyczna, miksowanie, A&R
- Joey Jordison – miksowanie w utworze „Spit It Out”
- Sean McMahon – miksowanie w utworze „Spit It Out”
- Eddy Schreyer – mastering
- Chuck Johnson – inżynieria, miksowanie
- Rob Agnello – inżynieria dodatkowa
- Monte Conner – A&R
- Stefan Seskis, Dean Karr – fotografie
- t42design – projekt graficzny, typografia

## Notowania na listach przebojów
| Lista (1999)                                       | Pozycja |
| -------------------------------------------------- | ------- |
| Australia (ARIA)                                   | 32      |
| Austria (Ö3 Austria Top 40)                        | 44      |
| Finlandia (Suomen virallinen lista)                | 30      |
| Francja (SNEP)                                     | 175     |
| Holandia (Album Top 100)                           | 42      |
| Nowa Zelandia (Recorded Music NZ)                  | 49      |
| Stany Zjednoczone (Billboard 200 (Billboard))      | 51      |
| Stany Zjednoczone (Heatseekers Albums (Billboard)) | 1       |
| Stany Zjednoczone (Independent Albums (Billboard)) | 1       |
| Szwecja (Sverigetopplistan)                        | 53      |
| Wielka Brytania (UK Albums Chart)                  | 37      |

| Lista (2000)                                  | Pozycja |
| --------------------------------------------- | ------- |
| Kanada (Nielsen SoundScan)                    | 123     |
| Stany Zjednoczone (Billboard 200 (Billboard)) | 98      |

| Lista (2009)                  | Pozycja |
| ----------------------------- | ------- |
| Japonia (Oricon Albums Chart) | 35      |

| Lista (2019)               | Pozycja |
| -------------------------- | ------- |
| Belgia (Ultratop Flandria) | 155     |

| Lista (2021)     | Pozycja |
| ---------------- | ------- |
| Portugalia (AFP) | 10      |

| Lista (2022)                     | Pozycja |
| -------------------------------- | ------- |
| Belgia (Ultratop Flandria)       | 106     |
| Belgia (Ultratop Walonia)        | 45      |
| Dania (Hitlisten)                | 25      |
| Niemcy (Offizielle Top 100)      | 8       |
| Węgry (Album Top 40 slágerlista) | 14      |

## Certyfikaty
| Region                   | Certyfikat |
| ------------------------ | ---------- |
| Australia (ARIA)         | złoto      |
| Holandia (NVPI)          | złoto      |
| Japonia (RIAJ)           | złoto      |
| Kanada (Music Canada)    | 2x platyna |
| Norwegia (IFPI Norge)    | złoto      |
| Polska (ZPAV)            | złoto      |
| Stany Zjednoczone (RIAA) | 2x platyna |
| Wielka Brytania (BPI)    | platyna    |